# Цзи Лицзя
Цзи Лицзя (кит. 纪立家; род. 25 мая 2002 года) — китайский спортсмен-паралимпиец, соревнующийся в сноуборде. Чемпион и серебряный призёр зимних Паралимпийских игр 2022 года в Пекине.

## Биография
В возрасте 6 лет потерял предплечье левой руки из-за несчастного случая. В 2016 году начал заниматься сноубордом в команде провинции Хэбэй, в мае 2018 года вошёл в состав паралимпийской сборной Китая.
В феврале 2017 года завоевал бронзовую медаль на Национальных играх. 2 февраля 2019 года выиграл Китайские Паралимпийские и Специальные Олимпийские игры в слаломе.
На зимних Паралимпийских играх 2022 в Пекине 7 марта Цзи Лицзя завоевал золотую медаль в сноуборд-кроссе (категория SB-UL). В большой финал соревнований по сноуборд-кроссу прошли только спортсмены из Китая: соперниками Цзи Лицзя были Ван Пэнъяо, Чжу Юнган и Чжан Ици. 11 марта завоевал серебро в слаломе, уступив французу Максиму Монтаджиони.